# Elophila rosetta
Elophila rosetta là một loài bướm đêm trong họ Crambidae.